# Прат
Прат (њем. Prath) општина је у њемачкој савезној држави Рајна-Палатинат. Једно је од 137 општинских средишта округа Рајн-Лан. Према процјени из 2010. у општини је живјело 321 становника. Посједује регионалну шифру (AGS) 7141112.

## Географски и демографски подаци
Прат се налази у савезној држави Рајна-Палатинат у округу Рајн-Лан. Општина се налази на надморској висини од 280 метара. Површина општине износи 4,3 km². У самом мјесту је, према процјени из 2010. године, живјело 321 становника. Просјечна густина становништва износи 74 становника/km².

## Међународна сарадња
| Мјесто  | Држава | Врста сарадње | Од    |
| ------- | ------ | ------------- | ----- |
| Инујама | Јапан  | партнерство   | 1992. |
| Извор   |        |               |       |